# Käfigturm
Käfigturm je srednjeveški stolp v Bernu v Švici. Je del Unescove kulturne dediščine Starega mesta Bern in kulturna dobrina državnega pomena. Prvotni stolp je bil zgrajen kot vrata v obzidju med drugo širitvijo Berna leta 1256. Stolp je bil porušen leta 1640 in takoj zatem popolnoma obnovljen.

## Zgodovina
Prvi stolp, ki je stal na mestu sedanjega Käfigturma, je bil zgrajen leta 1256 med drugo širitvijo Berna. Skoraj sedemdeset let od gradnje stolpa Zytglogge in prvega mestnega obzidja se je Bern razširil proti zahodu vzdolž polotoka Aare. Leta 1255 se je začela gradnja drugega niza zidov, kar je zahtevalo nova vrata. Novi stolp je bil zelo podoben prvemu Zytgloggeu. Zgrajen je bil kot votel kvadrat, večji del zadnje strani stolpa pa je bil odprt v mesto. Na vrhu je imel majhno, ravno ploščad in vrata, ki so se odpirala na most čez obrambni jarek.
Po tretji širitvi mesta leta 1345 je stolp postal druga obrambna linija. Leta 1405 je požar uničil večino mesta Bern. Po požaru so mestni zapor iz stolpa Zytglogge premaknili zahodno v Käfigturm, ki je bil takrat znan kot nüwe kefyen. Ime se je hitro skrajšalo na kebie, od koder je nastalo ime Käfigturm (dobesedno 'kletka' ali 'zaporni stolp'). Po preoblikovanju orožarskega stolpa v ženski zapor je bil Käfigturm znan kot Mannenkefi. Do leta 1433 je stolp poleg zapora služil tudi kot stražni in signalni stolp. Do leta 1470 je bil spremenjen z nišami na strani mesta in merloni okoli zgornje ploščadi. V nekem trenutku med letoma 1470 in 1549 je bila na vrhu stolpa dodana streha. Po risbi Gregoriusa Sickingerja je prvotni stolp stal približno 3,8 metra vzhodno od trenutne lokacije.
Mestni svet je 19. maja 1638 imenoval komisijo za zamenjavo dotrajanega stolpa Mannerkefi. Stari stolp je bil porušen leta 1640 in 29. maja 1641 je mestni svet odobril načrte za gradnjo novega stolpa, ki bi stal nekoliko zahodneje od starega stolpa. Aprila 1642 je umrl eden glavnih graditeljev Joseph Plepp. Drugi glavni gradbenik, Antoni Graber, je prevzel popoln nadzor nad projektom. 20. januarja 1643 so bila zunanja dela končana in Graber je projekt predal mojstru tesarju Hansu Stähliju za dokončanje strehe in notranjih lesenih del. Do pomladi 1644 je bila večina notranjih del končana
V fazi načrtovanja je komisija ugotovila, da novi Käfigturm ne bo dovolj velik, da bi zagotovil več zaporov in jih vse preselil v novi stolp. Februarja 1641 je mestni svet pridobil hišo nedavno preminule vdove Hansa Gunierja, ki je ležala južno od novega stolpa. Hišo je v zapor preuredil Antoni Graber. Ko je Graber končal zunanja dela na hiši, je notranjost leta 1643/44 prevzel Niclaus Bovet.
V zimskem času 1690-91 so bile narejene prve spremembe na stolpu. Na sprednji in zadnji strani sredine stolpa je bila dodana ura. Za dodajanje ure so bile odstranjene okrasni konzole in triglifi ter okno v srednjem delu stolpa.
Trenutni zvon z uro stolpa je bil dodan leta 1643. Zgodovina zvona je nekoliko nenavadna. Ko se je mesto odločilo dodati zvon, je v Evropi še vedno divjala tridesetletna vojna. Zaradi vojne je bilo zelo težko kupiti kovino za ulitje zvona. Mestni svet se je torej odločil za nakup zvona, ki je bil ulit blizu Vesula in je bil kot vojni plen poslan v Freiburg.
Do konca 17. stoletja so zvon udarjali ročno. Mehanizem samodejnega zvonjenja je bil nameščen v letih 1691-92.
Stolp je v naslednjih stoletjih ostal skoraj nespremenjen, čeprav je bila pritrjena hiša obnovljena in je med letoma 1794 in 1805 dobila dve dodatni nadstropji. V letih 1903 in 1933 je bila obnovljena zahodna fasada stolpa. Vzhodno pročelje je bilo obnovljeno leta 1906. Da bi olajšali prometne zastoje, je bila leta 1886 skozi hišo severno od stolpa prerezana druga pešpot. Nato so bila leta 1902–3 zgrajena velika vrata skozi pritlični blok zapora. 60 do 70 zapornikov, ki so bili nastanjeni v stolpu, so bili leta 1897 preseljeni v okrožni zapor severno od glavne poštne stavbe. Odstranjevanje zapornikov in rušenje celic je spremenilo vlogo stolpa. Postal je arhivski stolp in v njem so bili shranjeni državni arhivi kantona in evidence vrhovnega sodišča. Del kleti je nekaj časa služil kot skladišče sosednje vinoteke Garnier.
Po manjših prenovah leta 1906 na vzhodni fasadi in na zahodni fasadi leta 1933 je Veliki svet kantona Bern leta 1976 odobril popolno prenovo. Prenova je vključevala razširitev informacijskega in razstavnega centra. Informacijski center se je dokončno odprl 19. aprila 1980 in ostal odprt naslednjih 15 let. Po zaprtju informacijskega centra je bil začasno uporabljen kot komercialna knjižnica in je občasno gostil razstave, zasebne zabave ali srečanja. Sčasoma je zvezna vlada stolp ustanovila kot kraj srečanja Polit-Foruma (Političnega foruma Konfederacije), organizacije ljudi, ki jih zanima razprava o politiki.

## Opis
Stolp je kvadrat s stranicami 9,8 m. Portal skozi stolp je debel 5 m, podnožje pa 2,5 m. Dno strehe je 23,2 m nad ulico, zastavica na vrhu stolpa pa je visoka 49 m. Večina stolpa je zgrajena iz peščenjaka. Na strehi je pet zgodnjebaročnih stolpičev. Štirje manjši so natančne kopije drug drugega in so postavljeni v središča štirih strani stolpa. Osrednji stolp je večji, vendar ohranja vse značilnosti štirih manjših stolpov. Vsi imajo par pravokotnih oken, bakreno prevlečeno koničasto streho in zastavico. Dela ure so vgrajena v podstrešje stolpa.
Na vzhodni strani je v kotu sosednje stavbe iz leta 1641 in stolpa je tristrana stopniščna hiša, zgrajena leta 1903.
Sosednja stavba je nad okroglim portalom visoka štiri nadstropja. Današnja podoba te zaporniške stavbe je iz leta 1805–06, razen portala, ki je bil narejen skozi stari pritlični zapor leta 1903.